# Ajmalina
Ajmalina – organiczny związek chemiczny, jest najważniejszym alkaloidem grupy ibogainy. Różni się w swojej budowie od pozostałych przedstawicieli tej grupy. Występuje między innymi w korzeniu rauwolfi żmijowej.
Hamuje czynności układu bodźcoprzewodzącego serca nie wpływając przy tym na kurczliwość samego mięśnia sercowego. W lecznictwie znalazła zastosowanie jako lek przeciwarytmiczny (klasy Ia według klasyfikacji Vaughana-Williamsa). Stosowna jest najczęściej w migotaniu przedsionków z szybką czynnością komór. Nie wykazuje właściwości hipotensyjnych. Charakteryzuje się krótkim działaniem (do 1,5 godziny). Jest podawana najczęściej w postaci zastrzyku dożylnego ze względu na trudności w osiągnięciu zamierzonego stężenia przy podawaniu doustnym.